# Clara de la Concepción
Juana de la Concepción Sánchez García, en religion Clara de la Concepción, née le 14 février 1902 à Torre en Cameros en Espagne, morte en 1973 à Soria en Castille-et-León, est une religieuse catholique espagnole, de l'ordre des Clarisses. Elle mène une vie jugée exemplaire, devient supérieure de son couvent et promeut un renouveau spirituel et un retour aux sources franciscaines.
Sa procédure en béatification est ouverte, elle est proclamée vénérable en 2014. Elle est fêtée le 22 janvier.

## Biographie
Juana de la Concepción Sánchez García naît le 14 février 1902 à Torre en Cameros près de La Rioja en Espagne. Elle a deux ans quand sa famille déménage à Rebollar dans la province de Soria.
Elle ressent la vocation religieuse et intègre l'ordre des Clarisses (ordre des Pauvres Dames) à vingt ans. Elle entre au couvent Santo Domingo à Soria, et y prend le nom de Clara, du nom de la fondatrice sainte Claire d'Assise.
Sœur Clara « mène une vie exemplaire d'amour et de service ». Affectée successivement à différents postes, elle est notamment sacristaine, tourière, assistante, économe. 
Elle est élue abbesse vers 1956, et l'est jusqu'à sa mort. Elle préconise et promeut le retour aux sources de l'esprit franciscain, et entraîne « un profond renouveau spirituel » dans son couvent.
Elle meurt d'un infarctus le 22 janvier 1973, à Soria.

## Procédure de béatification
La procédure en béatification de Sœur Clara de la Concepción est ouverte et instruite au plan diocésain, puis transmise à Rome. Après étude, la Congrégation pour la cause des saints juge qu'elle a exercé les vertus à un degré héroïque. Le pape François reconnaît le 3 avril 2014 l'héroïcité de ses vertus, ce qui lui confère le titre de vénérable,,.
Sa fête est le 22 janvier.